# Dioscuria (traghetto)
Il Dioscuria è un traghetto appartenuta alla compagnia di navigazione E60 Shipping Line LLC.

## Ordine e costruzione
Ordinato nel 1980 al cantiere navale Kalmar Varv Ab di Uddevalla da una partnership tra la Rederi AB Svea (20%), la Svelast (7%) e la Rederi AB Gotland (10%), viene impostato il 10 giugno dello stesso anno.
Il 16 gennaio 1981 viene varato il troncone di poppa con il numero di cantiere 453. Nello stesso mese viene avviata la costruzione del troncone prodiero nel cantiere navale Fartygsentreprenader Ab di Marstrand. La sezione centrale viene invece costruita nei Götaverken di Göteborg.
Il 3 maggio 1981 viene varato il troncone di prua del traghetto con il nome di Sagaland.
Successivamente, le tre parti vengono assemblate nel bacino di carenaggio di Eriksberg.
Tuttavia, durante l'assemblaggio, scoppia un incendio nella sala macchine del traghetto, ritardando la consegna di due mesi.

## Servizio
Consegnato il 15 dicembre 1981 alla Johnsson Line Ab con il nome di Saga Star, prende servizio nello stesso mese sotto le insegne della TT-Line nei collegamenti tra Helsinki, Malmö, Trelleborg e Travemünde.
Nel gennaio del 1983 viene trasferito alla Svenka Lastbils Ab, continuando tuttavia ad operare sotto le insegne della TT-Line nei collegamenti tra Travemünde e Trelleborg.
Nell'aprile del 1988 viene venduto alla francese La Méridionale, continuando tuttavia ad operare in noleggio per la TT-Line.
Il 23 agosto 1988 termina il servizio per TT-Line e nell'ottobre del 1988 viene noleggiato alla DFDS ed impiegato fino al febbraio del 1989 nei collegamenti tra Bremerhaven, Esbjerg, Cuxhaven, Immingham ed Harwich.
Il 23 febbraio 1989 salpa da Cuxhaven per Marsiglia, dove giunge il 5 maggio. Successivamente viene trasferito nei cantieri navali CMR del porto francese, dove viene sottoposto a lavori di ristrutturazione.
Ribattezzato Girolata, prende servizio nello stesso anno nei collegamenti tra Marsiglia e Bastia.
Nel novembre del 1990 viene noleggiato alla Marine Nationale ed impiegato nel trasporto delle truppe dalla Francia all'Arabia Saudita.
Il 23 agosto 1993 viene noleggiato alla TT-Line e, ribattezzato Saga Star, prende servizio nei collegamenti tra Travemünde e Trelleborg.
Il 1º giugno 1995 viene trasferito nei collegamenti tra Rostock e Trelleborg.
Nel luglio del 1997 viene venduto a titolo definitivo alla TT-Line.
Dal 15 ottobre al 3 novembre 2001 opera nei collegamenti tra Trelleborg e Travemünde. Il 19 novembre viene disarmato e trasferito nei cantieri navali Flender Werft di Lubecca.
Nel gennaio del 2002 viene venduto alla Conseil Général de Seine Maritime e, ribattezzato Dieppe a febbraio, prende servizio il 5 maggio nei collegamenti tra Dieppe e Newhaven sotto le insegne della Transmanche Ferries.
Il 22 ottobre 2002 si arena all'ingresso del porto di Newhaven. Tuttavia, poche ore dopo riesce a liberarsi con la propria propulsione.
Il 3 luglio 2003 entra in collisione con la banchina di Dieppe, riportando uno squarcio di 50 cm nello scafo.
Il 4 febbraio 2005 entra di nuovo in collisione con il molo di Dieppe, riportando danni alla prua.

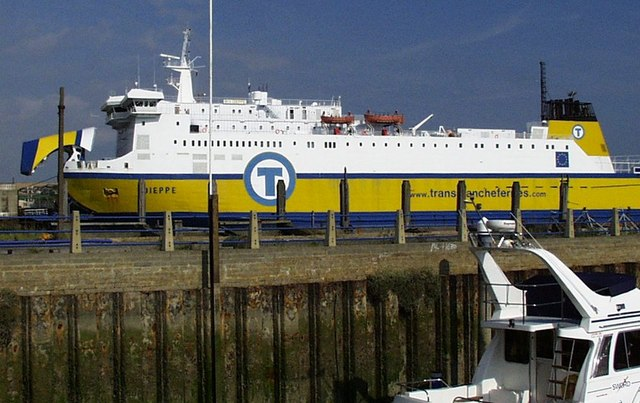
Il Dieppe ormeggiato a Newhaven nel 2005.

Nel novembre del 2006 viene disarmato a Dieppe e messo in vendita.
Nello stesso mese viene venduto alla Polferries e, ribattezzato Baltivia, il 29 novembre viene trasferito in cantiere a Danzica, dove viene sottoposto a lavori di ristrutturazione.
L'8 gennaio 2007 prende servizio nei collegamenti tra Danzica e Nynäshamn.
Dal 6 febbraio all'11 marzo 2007 opera nei collegamenti tra Swinoujscie ed Ystad. Il giorno successivo torna in servizio sulla propria rotta.

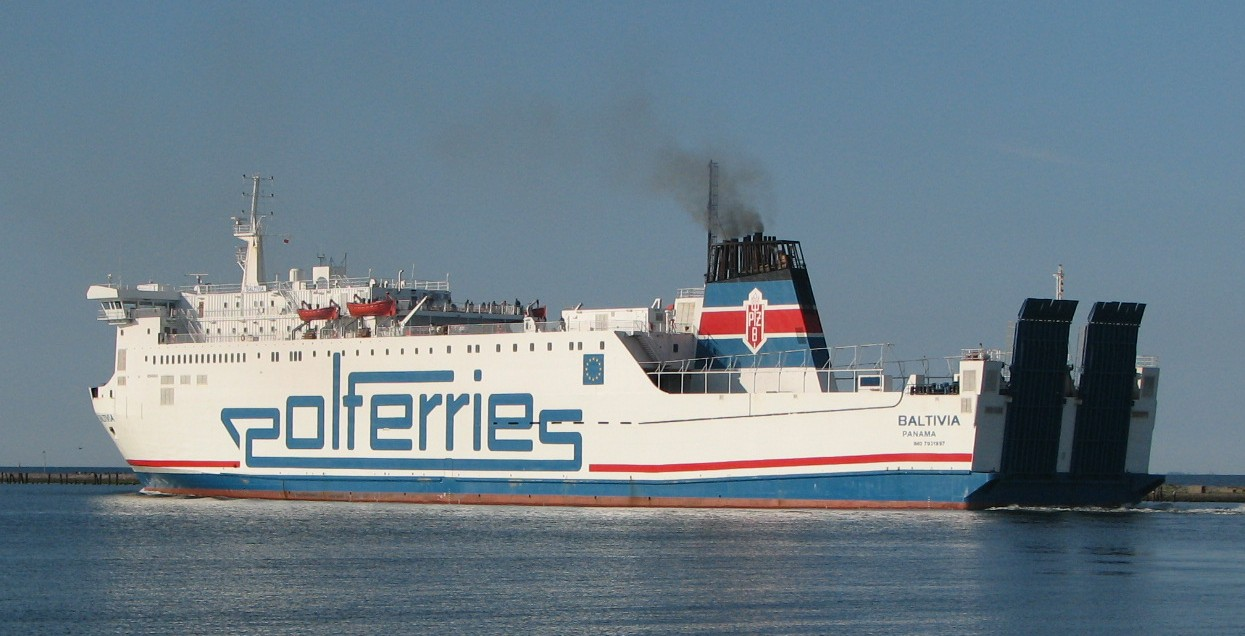
Il Baltivia in partenza da Danzica nel 2007.

Nel gennaio del 2013 viene trasferito nei collegamenti tra Swinoujscie ed Ystad.
Dal 3 al 16 febbraio 2017 opera nei collegamenti tra Danzica e Nynäshamn. Il giorno successivo torna in servizio sulla propria rotta.
Dal 20 gennaio al 9 febbraio 2020 opera nei collegamenti tra Danzica e Nynäshamn. Dal giorno successivo al 9 marzo opera invece in quelli tra Swinoujscie ed Ystad. Il 25 marzo torna ad operare in pianta stabile sulla Danzica-Nynäshamn.
Dal 31 maggio al 22 luglio 2020 opera nei collegamenti tra Swinoujscie ed Ystad. Il giorno successivo viene disarmato a Gdynia ed il 28 novembre viene trasferito a Danzica.
Il 6 dicembre torna in servizio nei collegamenti tra Swinoujscie ed Ystad.
Il 28 giugno 2024 viene disarmato a Swinoujscie e messo in vendita.
Il 26 luglio 2024 viene trasferito a Gdynia.
Il 20 novembre 2024 viene venduto alla georgiana E60 Shipping Line LLC e, ribattezzato Dioscuria, salpa il 1º maggio da Gdynia per Costanza, dove giunge il 20 maggio.
Il 28 gennaio 2025 prende servizio nei collegamenti tra Costanza e Poti.